# Pierre Louis Alexandre Carré
Pierre Louis Alexandre Carré est un homme politique français né le 8 mai 1768 à Lanouée (Morbihan) et mort le 31 décembre 1831 à Pontivy.

## Biographie
Propriétaire, maitre de forges à Plemet, il est député des Côtes-du-Nord lors des Cent-Jours puis de 1815 à 1820, siégeant dans la minorité libérale, au centre gauche.

## Sources
- « Pierre Louis Alexandre Carré », dans Adolphe Robert et Gaston Cougny, Dictionnaire des parlementaires français, Edgar Bourloton, 1889-1891 [détail de l’édition]